# إسفنجية
الإسفنجية (Spongiosum) هي الصفة اللاتينية لـ"إسفنجي"؛. ويستخدم هذا المصطلح في التشريح للإشارة إلى الأنسجة التي يملؤها الدم: الجِسْمُ الإسْفَنْجِيُّ (corpus spongiosum) والطَّبَقَةُ الإِسْفَنْجِيَّةُ (stratum spongiosum) للغشاء الساقط (decidua). كما يستخدم هذا المصطلح في التسمية الثنائية للكائنات الحية، مثل الطحلب البحري كوديوم (Codium) الإسفنجي.